# Lauter (Glan)
De Lauter is een ongeveer 35 km lange bijrivier van de Glan in Rijnland-Palts (Duitsland).
Ze ontspringt enige kilometers zuidoostelijk van Kaiserslautern. Van daar vloeit ze richting noorden en komt aan bij het stadgebied van Kaiserslautern, waar ze gekanaliseerd is en voornamelijk ondergronds verloopt. In het noorden verlaat ze de stad en vloeit verder via Otterbach en Wolfstein naar Lauterecken waar ze in de Glan uitmondt.